# Madonna degli Argentieri
La Madonna degli Argentieri (conosciuta anche come Virgen de los Plateros o Immacolata con Sant'Antonio e Sant'Eligio)  è un dipinto del pittore spagnolo Juan de Valdés Leal realizzato intorno al 1654 - 1656 e conservato nel Museo di belle arti di Cordova, in Spagna.

## Storia
Il dipinto fu commissionato dagli argentieri di Cordova destinato ad un altare situato nell'antica strada Pescadería. Fu rimosso dall'altare nel 1841 e conservato al Museo de Bellas Artes.

## Descrizione

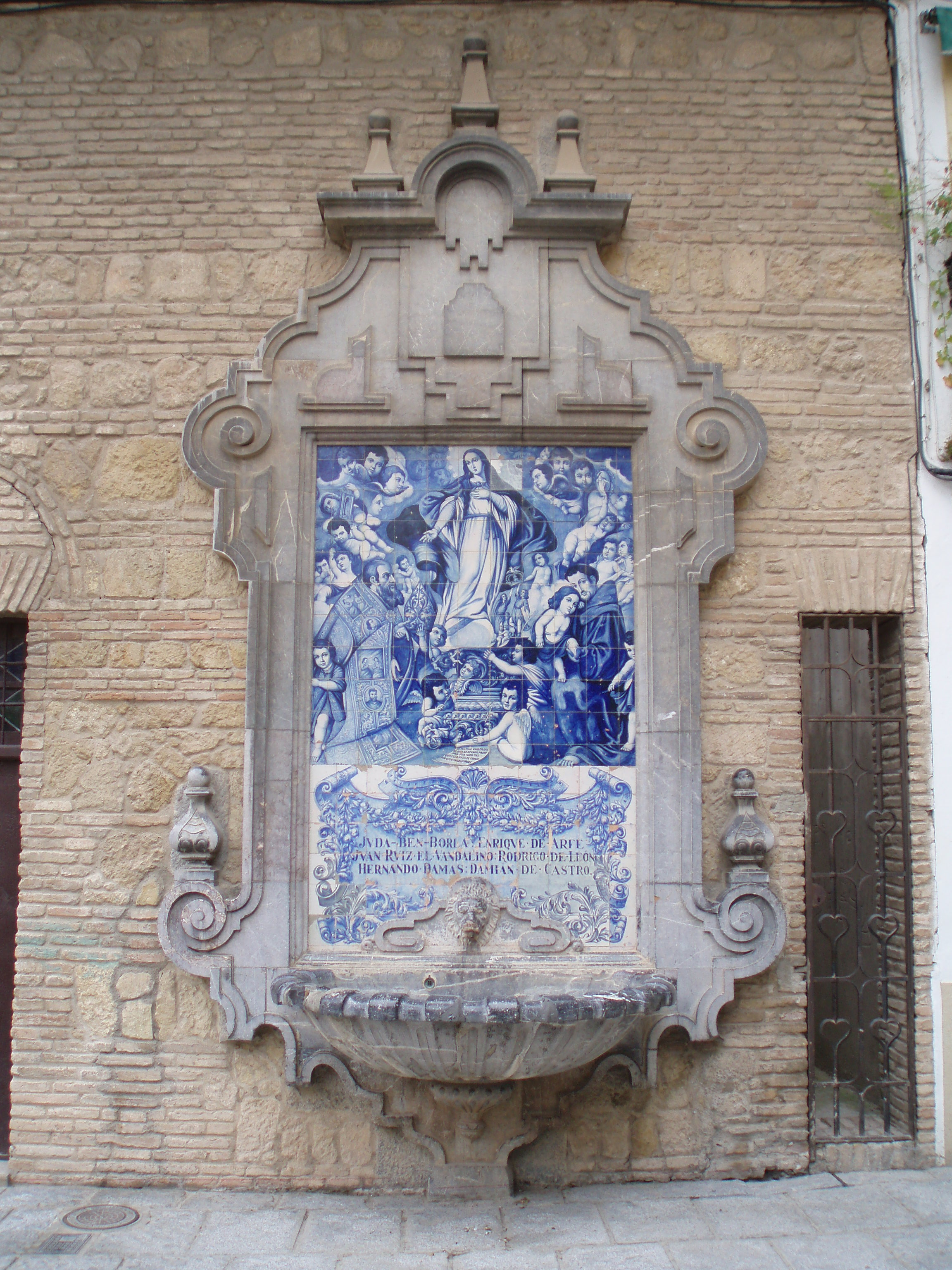
Fontana esterna della Vergine degli Argentieri della Chiesa di San Francesco a Cordova.

Questo dipinto sarebbe ispirato all'opera Immacolata Concessione  con Frate Giovanni di Quirós del Murillo. La Vergine Maria è raffigurata sopra un piedistallo. Sul lato destro c'è Sant'Antonio con in braccio Gesù bambino mentre al lato sinistro c'è Sant'Eligio di Noyon. L'intera scena è circondata da cherubini, uno dei quali, seduto, reca in mano un foglio con la seguente legenda: L'Argentiere Universale di Dio /l’Eterno Padre/ fece un Gioiello tale/ che vi mise il tesoro acciocché fosse per sua Madre.